# Jörg Richter (Schauspieler)
Jörg Richter (* 1966 in München) ist ein deutscher Regisseur, Drehbuchautor und Schauspieler.
Richter ist der Sohn von Jochen Richter und Bruder von Florian Richter und Laura Wachauf. Richter studierte an der Hochschule für Fernsehen und Film München in der Abteilung Dokumentarfilm und Fernsehpublizistik. Im Anschluss machte er eine Ausbildung als Kameramann. Er produzierte 16 Folgen für die Reihe Meilensteine der Naturwissenschaft und Technik.

## Filmographie (Auswahl)

### Schauspieler
- 1978: Ausgerissen! Was nun?
  - Ab in Internat
- 1984: Heimat – Eine deutsche Chronik
  - Hermännchen
  - Das Fest der Lebenden und der Toten – Herbst 1982
- 1989: Giovanni oder die Fährte der Frauen
- 1992: Der Papagei
- 1995: Patricias Geheimnis
- 1998: A. S.
- 2006: Heimat-Fragmente: Die Frauen
- 2013: Trugschluss
- 2011: Konrad Duden – Der deutschen Sprache auf der Spur

### Regie
- 2005: Das Einstein-Projekt
- 2007: Stationen – Das Prinzip Hoffnung. Die neue Enzyklika von Papst Benedikt
- 2008: freiraum
- 2008: 250 Jahre Bayerische Akademie der Wissenschaften
- 2009: Heimat Bilder
- 2009: Liebe in Wahrheit – Die neue päpstliche Sozialenzyklika
- 2009: Stil-Epochen
- 2010: Schatten des Todes: Die Geschichte der Seuchen
- 2010: Kirche zu verkaufen
- 2011: Konrad Duden – Der deutschen Sprache auf der Spur
- 2011: Bischof Sproll – Standhaft im Glauben
- 2012: Joseph von Fraunhofer – Dunkle Linien ins Sonnenlicht
- 2012: B.L.I.S.S.
- 2014: Alois Alzheimer: Verloren im Vergessen
- 2015: Beraterin der Mächtigen: Die Leopoldina

### Produzent
- 1989: Ein verhexter Sommer
- 1990: Alles im Griff
- 1992: Die Angst wird bleiben
- 1993: Die Umarmung des Wolfes
- 1993: Stunde der Füchse
- 1994: Nur eine kleine Affäre
- 2012: B.L.I.S.S.

### Drehbuchautor
- 2009: Stil-Epochen
- 2011: Bischof Sproll – Standhaft im Glauben
- 2014: Alois Alzheimer: Verloren im Vergessen
- 2015: Beraterin der Mächtigen: Die Leopoldina